# Giáo hội Trưởng lão (Hoa Kỳ)
Giáo hội Trưởng lão (USA) (viết tắt PCUSA) là một hệ phái Kháng Cách chính tuyến tại Hoa Kỳ.
Giáo hội thuộc truyền thống Cải cách, có nguồn gốc của họ từ phong trào Cải cách của Jean Calvin. Giáo hội Trưởng lão tiếp tục truyền thống thần học của nhà cải cách Scotland John Knox và Westminster Standards. Từ các di dân thuộc Giáo hội Scotland và Giáo hội Trưởng lão tại Ireland, Tin Lành Trưởng lão lan truyền đến Hoa Kỳ.
Giáo hội Tin Lành Trưởng Lão (Hoa Kỳ) là giáo hội Tin Lành Trưởng Lão lớn nhất tại Hoa Kỳ và được thành lập vào năm 1983 qua việc thống nhất cựu Giáo hội Presbyterian tại Hoa Kỳ, chi nhánh phía nam của Presbyterian Mỹ, và Giáo hội United Presbyterian tại Hoa Kỳ, chi nhánh phía Bắc mà đã tách ra do quan điểm khác nhau về chế độ nô lệ trước cuộc nội chiến Mỹ. PC (USA) tuyên bố hiện có khoảng 2,4 triệu thành viên và 14.000 mục sư. Nhà thờ là một thành viên của Hội đồng Giáo hội Quốc gia của Hoa Kỳ và trong Cộng đồng Giáo hội Thống nhất trong Chúa Kitô.
Hiệp thông trọn vẹn (tiệc thánh đầy đủ) được thoả thuận trong hiệp ước Formula với Giáo hội Evangelical Lutheran ở Mỹ (ELCA), Giáo hội Cải cách ở Mỹ (RCA) và Giáo hội Thống nhất của Đức Kitô (UCC). Hiệp thông trọn vẹn cũng tồn tại với Liên hiệp các Giáo hội Tin Lành (ICE) ở Đức và các Giáo hội Kitô giáo (Disciples of Christ) trong khuôn khổ quan hệ đối tác đại kết.
Trong Giáo hội PC (USA), đàn ông và cả phụ nữ được thụ phong linh mục. Từ năm 2000, các phước lành cũng có thể được ban cho các cặp vợ chồng đồng tính và từ năm 2014 làm lễ cưới cho các cặp vợ chồng cùng giới tính.